# Balanophora cucphuongensis
Balanophora cucphuongensis é uma espécie de planta da família Balanophoraceae. É encontrada no Parque Nacional Cúc Phương e na província de Kon Tum, no Vietname. As pessoas locais usam esta planta como um tratamento médico para disfunção eréctil e aumento da libido.